# Spi
spots per inch - количество элементарных пятен на линейный дюйм.
Количество элементарных точек, которые выводит принтер обычно на порядок выше, чем lpi. Этот тип разрешения называется spi – количество элементарных пятен на линейный дюйм. 
Требуется для того, чтобы получить возможность печати градиентов: для отображения одной серой точки используется некий шаблон, состоящий только из чистых черных точек и пустоты - бумаги.